# Лексус CT
Лексус CT (енгл. Lexus CT) је хибридни аутомобил који производи јапанска фабрика аутомобила Лексус. Производи се од 2011. године.

## Историјат
Представљен је 2010. године на салону аутомобила у Женеви, првобитно намењен за европско тржиште, а одмах затим и за светско тржиште. CT 200h је први луксузни хибридни компактни аутомобил на свету, уз углађен дизајн и најбоље еколошке перформансе у класи. Има изузетно ниску потрошњу горива и емисију издувних гасова.
Дизајниран је одмерено, елегантно и зрело. Са димензијама налази се у средини ц сегмента, а међу конкурентима се налазе BMW серије 1, Форд фокус, Рено меган и Опел астра, која је за десетак центиметара дужа. Унутрашњост возила изгледа луксузно и футуристички.
На Euro NCAP креш тестовима Лексус CT 200h је 2011. године добио максималних пет звездица за безбедност.
Скоро цео погонски склоп за CT 200h преузет је из Тојоте пријус, уз поједине измене. Овај систем је потпуни хибрид, што значи да аутомобил може да покреће само електрични, или само бензински мотор, или оба у тандему. Упаривање два потпуно различита мотора по карактеристикама омогућује специјални "планетарни" мењач, који, након што искомбинује обртни момент два мотора, финални производ шаље на CVT мењач, а овај даље на точкове.

## Галерија
- CT 200h
- CT 200h
- CT 200h, унутрашњост